# Cat Call
Chansons originales inédites des Beatles
Love of the Loved Carnival of Light
« Catswalk » est un morceau instrumental, composé par Paul McCartney, enregistré en démo par les Beatles en 1962 et repris par l'orchestre britannique Chris Barber's Jazz Band, sorti en 1967 sous le titre Cat Call sur la face A d'un single.

## Historique
L'instrumental Catswalk (signifiant « démarche de chat ») est écrit par Paul McCartney en 1959 et fait partie du répertoire live des Beatles jusqu'en 1962. Les Beatles en enregistrent une version en décembre 1962 au Cavern Club de Liverpool, sans public, en utilisant un magnétophone Grundig. Ils enregistrent plusieurs titres dont I Saw Her Standing There et One After 909 pour EMI et afin de montrer leur répertoire de compositions originales à leur éditeur musical (en) Dick James (en). À part quelques mesures improvisées le 24 janvier 1969, 15e jour des séances dites Get Back/Let It Be, les Beatles n'ont jamais enregistré Catswalk en studio et la version du Cavern Club n'a pas encore été officiellement publiée, mais on peut la retrouver en bootleg. McCartney aurait souhaité que le guitariste Bert Weedon puisse l'enregistrer, mais cela ne s'est pas réalisé.

## Chris Barber
Le tromboniste Chris Barber est le chef d'orchestre d'un ensemble de jazz traditionnel. Cette formation a dans ses rangs Lonnie Donegan et celui-ci reprend, dans un style skiffle, Rock Island Line, de Leadbelly, avec Barber à la basse ainsi que Beryl Bryden (en), une autre membre de l'orchestre, à la planche à laver. Sortie en single en 1955, cette interprétation devient un tube, autant au Royaume-Uni qu'aux États-Unis, et inspire John Lennon à former les Quarrymen, à tel point qu'il est dit que sans Donegan et Barber, les Beatles n'auraient probablement pas existé.
Plus tard, Paul McCartney fait la connaissance de Chris Barber et, en 1967, lui propose d'enregistrer Catswalk. Le groupe l'enregistre au Marquee Club de Londres en juillet, mais  McCartney estime que le résultat pourrait être meilleur. Une seconde séance d'enregistrement, avec un nouvel arrangement intégrant une chorale, a lieu le 20 du même mois aux Chappell Recording Studios au 52 Maddox Street (en) à Londres avec le producteur Giorgio Gomelsky. McCartney et sa petite amie Jane Asher sont présents et on entend le beatle parmi les cris durant la finale. Il est souvent dit que c'est Paul McCartney qui demande « Please play it slower » (« S'il vous plaît, jouez la plus lentement ») avant la section finale, qui prend à ce moment un tempo plus lent, et que celui-ci joue aussi la partition d'orgue. Sur la pochette de l'album Battersea Rain Dance, il est plutôt indiqué que la voix du « A&R man » est le producteur Gomelsky et que l'orgue est joué par Brian Auger.
La chanson est rebaptisée Cat Call (expression signifiant aborder une personne en public avec des commentaires désobligeants, d'où les cris sur la finale) et la chanson, avec seul McCartney crédité comme compositeur, sort en single au Royaume-Uni le 20 octobre 1967, avec Mercy, Mercy, Mercy (en) (une composition de Joe Zawinul) en face B. Les deux faces du single seront aussi placées sur l'album Battersea Rain Dance crédité à Chris Barber & His Band en 1969. Ni le single ni l'album n'ont réussi à figurer dans les charts britanniques.
Cat Call est ultimement incluse dans l'album compilation The Songs Lennon and McCartney Gave Away sorti en 1979.